# Yelm
Yelm is een plaats (city) in de Amerikaanse staat Washington, en valt bestuurlijk gezien onder Thurston County.

## Demografie
Bij de volkstelling in 2000 werd het aantal inwoners vastgesteld op 3289.
In 2006 is het aantal inwoners door het United States Census Bureau geschat op 5038, een stijging van 1749 (53,2%).

## Geografie
Volgens het United States Census Bureau beslaat de plaats een oppervlakte van
14,6 km², geheel bestaande uit land.

## Plaatsen in de nabije omgeving
De onderstaande figuur toont nabijgelegen plaatsen in een straal van 20 km rond Yelm.